# Naturentwicklungsgebiet Redernswalde
Das Naturschutzgebiet Naturentwicklungsgebiet Redernswalde liegt auf dem Gebiet des Landkreises Barnim im Biosphärenreservat Schorfheide-Chorin in Brandenburg.
Das Gebiet mit der Kenn-Nummer 1056 wurde mit Verordnung vom 3. Januar 2008 unter Naturschutz gestellt. Das rund 305 ha große Naturschutzgebiet im Grumsiner Forst/Redernswalde, in dem der Redernswalder See liegt, erstreckt sich westlich der Kernstadt Angermünde. Am westlichen Rand verläuft die A 11. Die am nördlichen Rand verlaufende Landesstraße L 239 führt auch durch das Gebiet.